# Anomaloglossus baeobatrachus
Anomaloglossus baeobatrachus (Boistel & de Massary, 1999) è un anfibio anuro, appartenente alla famiglia degli Aromobatidi.

## Distribuzione e habitat
La specie si trova in Suriname, Guyana francese, Guyana meridionale e nel sud dell'adiacente Brasile, nei pressi di Manaus.